# Прапор Сулимівки

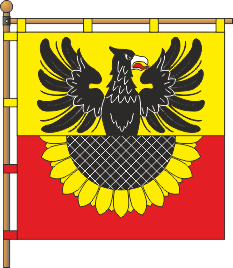
Прапор Сулимівки

Прапор Сулимівки — символ наслених пунктів Богданівської сільської ради  Яготинського району Київської області (Україна): Сулимівки і Божків. Герб затверджений сесією сільської ради (автор - О. Желіба).

## Опис
Квадратне полотнище (співвідношення 1:1) із двох горизонтальних смуг (співвідношення 1:1), у верхній жовтій частині виникаючий чорний орел у білому озброєнні з червоним язиком, у нижній червоній частині півсоняха, що переходить в орла, із чорною ґратованою серцевиною та золотими пелюстками. Корогва має вертикальне та горизонтальне кріплення.

## Трактування
Прапор складено на основі герба засновника села Івана Сулими:
- чорний орел – символ мужності, гордості, волі, хоробрості, благородства, козацтва;
- півсонях – символи хліборобської праці сулимівчан.